# Parks Range

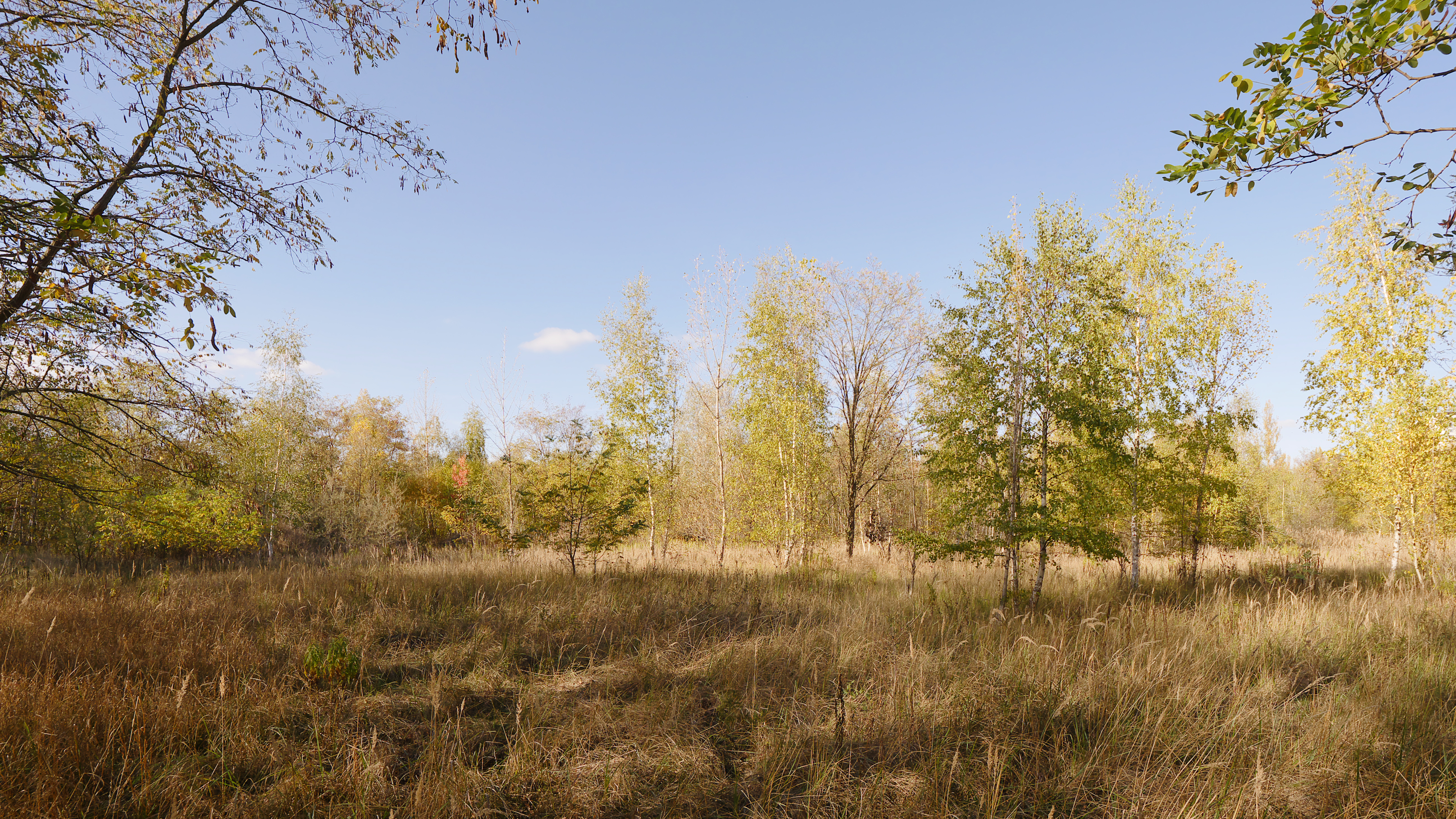
Typische Landschaft auf dem Gelände, Herbst 2018

Die Parks Range war von 1953 bis 1994 ein Truppenübungsplatz der U.S. Army im Berliner Ortsteil Lichterfelde des Bezirks Steglitz-Zehlendorf. Das Gelände in der Ortslage Lichterfelde Süd befand sich zwischen der in den 1970er Jahren gebauten Thermometersiedlung und der Grenze zu den heutigen brandenburgischen Landkreisen Potsdam-Mittelmark beziehungsweise Teltow-Fläming. Der südlichste Punkt wurde durch das Japaneck markiert. Nach einer Zwischennutzung als Weidelandschaft begann im Herbst 2024 der Bau des Neubauquartiers Neulichterfelde auf dem Gelände.

## Geschichte bis 1945
Das Gelände gehörte einst zur Giesensdorfer Feldmark. Die Kaufleute Max Sabersky und dessen Bruder Albert erwarben 1872 von dem Berliner Kaufmann Herrmann Jacobson (1801–1892) größere Landflächen, darunter auch dieses Gebiet östlich der Anhalter Bahn in Lichterfelde Süd.
Die Deutsche Reichsbahn erwarb – d. h. das Grundstück haben die Nazis „arisiert“ und der Reichsbahn übergeben – 1938 von der in Teltow-Seehof ansässigen jüdischen Kaufmannsfamilie Sabersky ein 110 Hektar großes Grundstück. Die damalige Absicht, dort ein großes Reichsbahnausbesserungswerk (Raw) im Zusammenhang mit dem damals am Priesterweg geplanten riesigen Berliner Südgüterbahnhof zu bauen, wurde nicht weiterverfolgt. 1938 errichtete die Reichsbahndirektion an der Osdorfer Straße Ecke Landweg ein Lager für 1400 sudetendeutsche Arbeiter.
Wehrmachtslager
Die Wehrmacht pachtete 1939 einen Teil des Geländes und brachte dort 2600 Kriegsgefangene unter, zunächst kurz Polen, dann vor allem Franzosen. Ab 14. August 1940 wurde das Lager zum Stammlager mit zehn Großbaracken und erhielt die Bezeichnung Stalag III D. Von hier aus wurden Kriegsgefangene auf Arbeitskommandos zur Errichtung von Luftschutzbunkern und für den Einsatz in der Rüstungsindustrie, aber auch in kleineren Betrieben der Umgebung, verteilt. Zum Stammlager gehörte noch ein zweites Barackenlager in Falkensee. Es handelte sich um den ungewöhnlichen Fall eines Kriegsgefangenenstammlagers in einer deutschen Großstadt. Im Januar 1941 stammten von 18.172 Insassen 18.160 aus Frankreich. Später wurden auch Briten, Serben, Sowjets und Italiener interniert, im Oktober 1944 gab es fast 29.000 Gefangene.
Die Initiative für einen historischen Lernort in Lichterfelde Süd erreichte mit einem Einwohnerantrag von Anfang 2019, dass ein historischer Gedenk- und Lernort in zu erhaltenden authentischen Gebäuden des Kriegsgefangenenstammlagers (Stalag) III D allgemein unterstützt wurde. In einem Vertrag zwischen dem Landesdenkmalamt Berlin und der Groth-Gruppe vom Sommer 2020 wurde vereinbart, dass eine Baracke am Landweg 3/5a konservatorisch instand gesetzt und als Depot und Ausstellungsort erhalten werden soll. Ein Gedenk- und Lernort ist dort allerdings politisch nicht vorgesehen.

## Übungsgelände der U.S. Army

### Geschichte
Im Herbst 1953 beschlagnahmte die U.S. Army einen großen Teil des Bahnareals zwischen der Trasse der Anhalter Bahn und der Osdorfer Straße, um dort nach dem Aufstand vom 17. Juni 1953 in der DDR einen Truppenübungsplatz für die Berlin Brigade einzurichten. Dieser wurde nach Generalmajor Floyd Lavinius Parks (1896–1959) benannt, der von Juli bis Anfang September 1945 der erste Kommandant des Amerikanischen Sektors von Berlin war.
Auf dem Gelände an der Osdorfer Straße befand sich unter anderem eine Häuserkampf-Anlage, die unter dem Namen Doughboy City bekannt wurde. 1975 wurde das Gelände erweitert und umfasste rund 70 Hektar. Das gesamte Militärgelände wurde umgangssprachlich auch US-Geisterstadt genannt und war seinerzeit auf den Berliner Stadtplänen als weiße Fläche eingezeichnet. Anders in einem Stadtplan von Berlin, den die Nationale Volksarmee der DDR in Gebrauch hatte. Hier waren Details des Geländes eingezeichnet.
Nach jahrelangem Protest Lichterfelder Bürger gegen den Übungslärm in Parks Range hatten die Amerikaner Mitte 1989 Zugeständnisse gemacht. Zwischen 22 und 7 Uhr wurden die Schießübungen auf Kleinkaliberwaffen mit „blinder“ Munition beschränkt. Des Weiteren wurde zugesagt, dass zu diesen Zeiten keine Konvois mehr anrollten, keine Hubschrauber-Tiefflüge stattfanden und das Kampftraining in der „Geisterstadt“ von geräuschintensiven Aktionen befreit wurde. Ebenso wurde Ruhe an Sonn- und Feiertagen vereinbart und die Sandbahn-Rallyestrecke wurde geschlossen. Der US-amerikanische Generalmajor Raymond E. Haddock machte seinerzeit aber auch deutlich, dass die Zurückhaltung Grenzen hatte: Die drei einwöchigen Manöver pro Jahr zur „Prüfung der Einheiten auf Kampfbereitschaft“ blieben unumgänglich, und eine Verlagerung in die vormalige amerikanische Zone kam nicht in Betracht.
Bevor 1994 die amerikanischen Besatzungstruppen aufgrund des Zwei-plus-Vier-Vertrages abzogen, wurde die Doughboy City abgetragen.

### U-Bahnhof „Parks Range“
Ein nachgebauter U-Bahnhof in Form einer Hochbahnstation in Dammlage wurde für Straßenkampfübungen genutzt. Der detailgetreu und realitätsnah gestaltete U-Bahnhof war mit Sitzbänken, Zugabfertigerhäuschen und Treppenaufgängen ausgestattet. Auf einem – nicht mit dem U-Bahn-Netz der BVG verbundenen – Gleisstück war ein ausrangierter Berliner U-Bahn-Wagen abgestellt, der als Befehlsstand diente.

### Natur
Nach dem Ende des Übungsbetriebs nahm die Natur dieses Gebiet in Besitz. Es entstand eine vielfältige Tier- und Pflanzenwelt mit zahlreichen, auch nach der Fauna-Flora-Habitat-Richtlinie geschützten Arten.

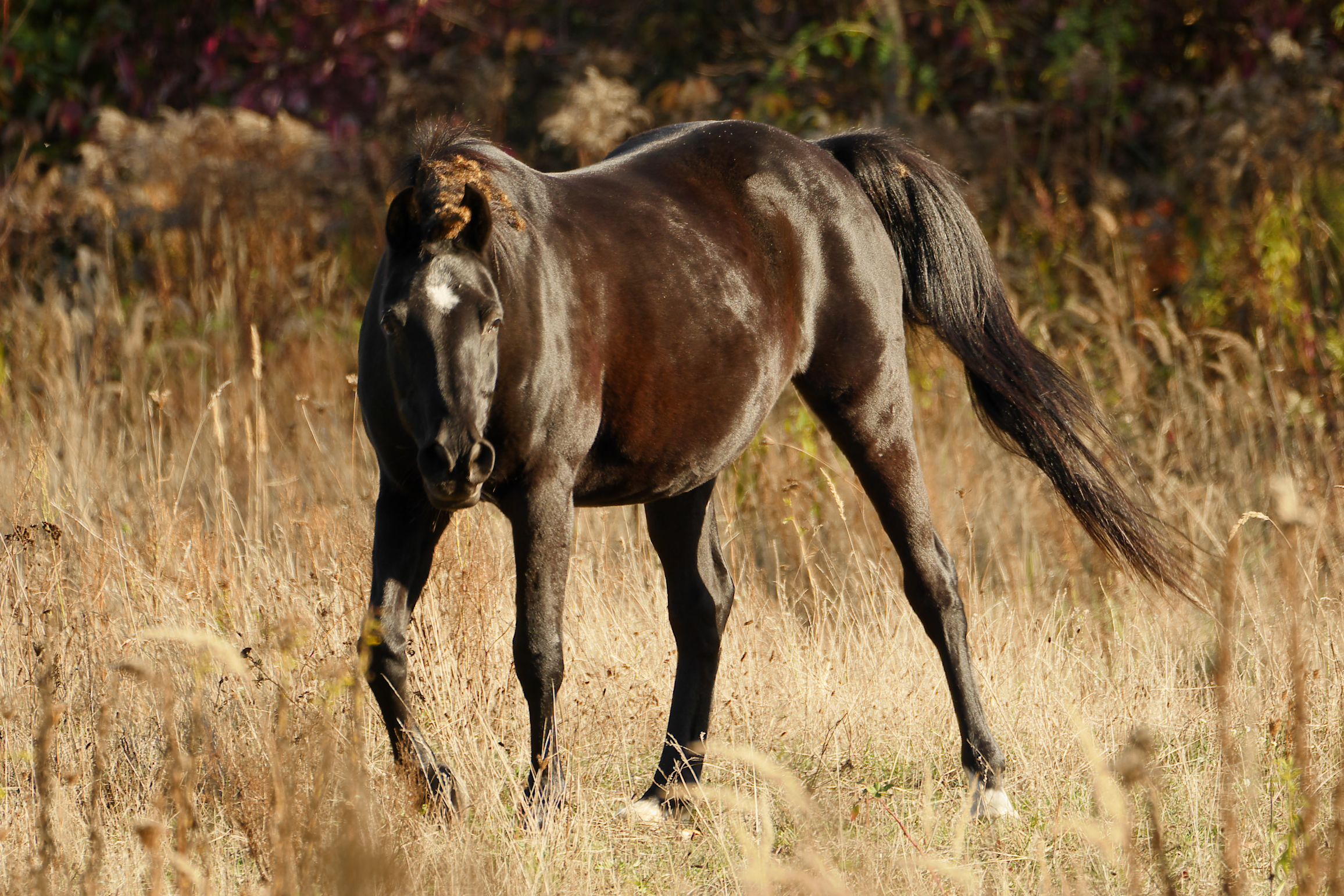
Pferd auf der Weidefläche des Geländes

Seit den 1990er Jahren wird ein Teil des Areals von der Reitgemeinschaft Holderhof genutzt. Deren Projekt hat erheblich dazu beigetragen, dass auf dem Gelände eine offene Weidelandschaft entstand, die durch die „Pferde als Landschaftspfleger“ nachhaltig erhalten und entwickelt wird.
Aus einer Stellungnahme von 2012 des Landesbeauftragten für Naturschutz und Landschaftspflege, Ingo Kowarik, gehen Details zur „hohen naturschutzfachlichen Bedeutung“ der „Weidelandschaft Lichterfelde-Süd“ hervor. Die dazugehörige Naturschutzfachliche Bewertungskarte macht die Qualitäten anschaulich.
Südöstlich des Gebietes grenzt auf brandenburgischer Seite unmittelbar das Landschaftsschutzgebiet Diedersdorfer Heide und Großbeerener Graben an.

## Neubauquartier Neulichterfelde

### Erste Planungen
Der Flächennutzungsplan von 1994 sah für das Gelände eine Wohn-, Misch- und Gewerbenutzung vor. Nachdem die US-Army das Gelände aufgegeben hatte, übernahm es die Bahn-Immobiliengesellschaft Vivico. Deren Nachfolger, die CA Immo, verkaufte das 96 Hektar große Areal (bestehend aus Parks Range und angrenzenden Flächen) im Oktober 2012 an die Groth Gruppe, die eine Wohnbebauung anstrebte. Im Herbst 2019 stellte die Groth Gruppe ihre Pläne für ein neues Wohnviertel im Berliner Süden, Neulichterfelde genannt, vor. Geplant waren rund 2500 Wohneinheiten mit Raum für rund 6000 Menschen.

### Aktionsbündnis für eine Alternative
Bereits ab 2011 hatte das Aktionsbündnis Landschaftspark Lichterfelde Süd ein Konzept der verträglichen Sozialraumerweiterung unter Erhalt schützenswerter Natur innerhalb und außerhalb der ehemaligen Parks Range als Landschaftspark Lichterfelde Süd vorgestellt. Für ihr Umweltengagement wurden das Projekt GroßstadtWildnis Lichterfelder Weidelandschaft sowie das Aktionsbündnis Landschaftspark Lichterfelde Süd mit dem Berliner Umweltpreis 2012 des BUND-Landesverbandes Berlin ausgezeichnet. Kritisiert wurde die geplante Wohnbebauung von Gewerbebetrieben am Rande von Parks Range, die sich in einer Petition an das Berliner Abgeordnetenhaus für eine „Gewerbeinsel“ im Planungsverfahren aussprachen. Diese Petition wurde vom Abgeordnetenhaus abgelehnt, da das Aktionsbündnis und die Öffentlichkeit über das städtebauliche Workshopverfahren und die formellen Planungsverfahren ausreichend beteiligt seien.

### Studie für ein Schutzgebiet
Eine Naturschutz- und Landschaftsentwicklungsstudie für ein zukünftiges Schutzgebiet Lichterfelde Süd – Dezember 2012 wurde vom Landschaftsarchitekturbüros Fugmann & Janotta vorgelegt. In einer dem Gutachten vorangestellten Zusammenfassung wurde empfohlen, insgesamt 84 Hektar des rund 111 Hektar umfassenden Areals als Landschaftsschutzgebiet auszuweisen. Das Vorkommen europarechtlich geschützter Arten wurde durch ein Gutachten umfangreich dokumentiert.

### Planungsprozess mit Bürgerbeteiligung für Neulichterfelde
Ein Prozess der Bürgerbeteiligung an dem Bebauungsvorhaben und der städtebaulichen Neuordnung war vom Bezirk Steglitz-Zehlendorf geplant worden. Es fanden eine Reihe von Informationsveranstaltungen statt. Helmut Schmidt vom Aktionsbündnis Lichterfelde Süd kritisierte diesen Prozess jedoch mit den Worten: „Wir wurden immer nur als Gegner behandelt.“
Anfang April 2013 wurde eine Absichtserklärung der Groth-Gruppe und des Bezirksamtes Steglitz-Zehlendorf veröffentlicht, in der „Wohnungsbauflächen in Lichterfelde Süd“ von 39 Hektar mit bis zu 2700 Wohnungen (durchschnittliche Größe: 78 m²) vereinbart waren. Das Aktionsbündnis Lichterfelde Süd kritisierte, dass dabei unter anderem Gewerbe sowie Natur- und Artenschutz nicht berücksichtigt worden seien. Die weiteren Schritte des Bezirks zur Planung für Lichterfelde Süd sahen nach weiteren fachlichen Bewertungen einen Aufstellungsbeschluss für einen Bebauungsplan vor.
Anfang 2014  wurde ein städtebaulicher Workshop vom Investor ausgeschrieben. Ende September 2014 wurde ein Masterplan vorgestellt, entworfen von Casanova + Hernandez Architects, Rotterdam. Dieser sah seinerzeit vor, eine Fläche von 39 Hektar mit 2500 Wohneinheiten zu bebauen, die übrige Fläche sollte den Status eines Landschaftsschutzgebietes erhalten. Mehr als 500 Wohnungen sollten von kommunalen Wohnungsbaugesellschaften errichtet werden. Für diese sollte der Mietpreis bei 6,50 Euro/m² liegen, für die anderen Apartments zwischen 8,50 und 10,50 Euro. In der Nähe des S-Bahnhofs Lichterfelde Süd war eine Schule mit Sportanlagen vorgesehen sowie im zentralen Bereich ein Stadtplatz mit Geschäften sowie kulturellen und sozialen Einrichtungen. Rund 800 Millionen Euro wollte die Groth-Gruppe in das Bauprojekt investieren. Der erste Spatenstich war für das Jahr 2016 geplant, die Bauzeit wurde mit fünf bis sieben Jahren veranschlagt.
Das Aktionsbündnis Landschaftspark Lichterfelde Süd (ALL) kritisierte auch das Workshop-Verfahren und dessen Ergebnis. Der Umweltverband BUND war ebenfalls kritisch: „Der Workshop Grüne Mitte bekam ja nicht die Möglichkeit sich intensiv mit dem städtebaulichen Entwurf auseinanderzusetzen“. Ein Bürgerbegehren mit dem Motto Natur- und Landschaftsschutz in Lichterfelde mit Wohnen und Arbeiten vereinbaren, das unter anderem die Begrenzung des Bauvorhabens auf 16 Hektar und 1500 Wohnungen forderte, scheiterte. Die erforderliche Zahl gültiger Unterschriften wurde verfehlt: 7000 wären nötig, mehr als 7200 wurden gesammelt und übergeben, jedoch waren 16 % ungültig.
Fünf Jahre nachdem die Groth-Gruppe mit dem Bezirksamt Zehlendorf die Absichtserklärung unterschrieben hatte, wurde am 31. Juli 2018 ein städtebaulicher Vertrag geschlossen. Darin soll geregelt sein, welche Kosten der Investor im Bereich der sozialen und technischen öffentlichen Infrastruktur übernimmt und welcher Anteil der Geschosswohnungen als „bezahlbare“ Wohnungen errichtet werden sollten.  Eine Übersicht über den wesentlichen Inhalt wurde Gremien der Bezirksverordnetenversammlung bekanntgeben. Die konkreten Inhalte des Vertrags wurden jedoch nicht veröffentlicht.
Der Entwurf des Bebauungsplans für den Neubau von Wohnungen und Reihenhäusern für etwa 6000 neue Bewohnerinnen und Bewohner am S-Bahnhof Lichterfelde-Süd lag dann bis Mitte September 2022 öffentlich aus. Danach wurden im Stadtentwicklungsamt die eingegangenen 195 Einwände und Anregungen für das 39 Hektar große Areal ausgewertet, eingearbeitet, beantwortet und mit Fachstellen diskutiert.
Mitte 2023 rechnete die Groth-Gruppe damit, dass die Voraussetzungen für eine Beschlussfassung durch die Bezirksverordnetenversammlung Steglitz-Zehlendorf Ende des dritten Quartals 2023 vorliegen würden und dass das Unternehmen dann die Baugenehmigungen für den ersten Bauabschnitt beantragen könne. Nach mehreren Verzögerungen verabschiedete die Bezirksverordnetenversammlung Steglitz-Zehlendorf schließlich am 20. März 2024 den Bebauungsplan für Lichterfelde Süd.

### Bau des Quartiers Neulichterfelde
Am 21. März 2024 teilte die Groth-Gruppe mit, dass der Immobilienentwickler angesichts des am Vortag erfolgten Beschlusses des Bebauungsplans mit Baufeldfreimachungen und Erschließungen im Herbst 2024 beginnen werde. Mit Veröffentlichung vom 30. Juli 2024 im „Gesetz- und Verordnungsblatt des Landes Berlins“ ist die Festsetzung des Bebauungsplans gültig. Seit dem Herbst 2024 sucht die Groth-Gruppe nach einem zukunftsfähigen Heizungskonzept für die Wohnbauten des Viertels. Am 7. Oktober 2024 begannen die vorbereitenden Arbeiten.
Laut der Groth-Gruppe sollten die Erschließungsmaßnahmen bis ungefähr April 2026 dauern. Daran soll sich ab Frühjahr 2026 die Hochbau-Phase anschließen, die am S-Bahnhof Lichterfelde Süd beginnt. Im ersten Bauabschnitt sollen zunächst die Mietwohnungen entstehen, etwas später dann der Stadtplatz mit Wohn- und Geschäftshäusern.